# Priacanthus prolixus
Priacanthus prolixus is een straalvinnige vissensoort uit de familie van grootoogbaarzen (Priacanthidae). De wetenschappelijke naam van de soort is voor het eerst geldig gepubliceerd in 1988 door Starnes.